# メノー派説教師アンスロとその妻
『メノー派説教師アンスロとその妻』（メノーはせっきょうしアンスロとそのつま、独: Der Mennonitenprediger Anslo und seine Frau、英: The Mennonite Preacher Anslo and his Wife）、または 『メノー派説教師コルネリス・クラースゾーン・アンスロとその妻アールチェ・ヘリッツドホテル・スホウテン』（メノーはせっきょうしコルネリス・クラースゾーン・アンスロとそのつまアールチェ・ヘリッツドホテル・スホウテン、蘭: Dubbelportret van de doopsgezinde predikant Cornelis Claesz. Anslo en zijn vrouw Aeltje Gerritsdr. Schouten、独: Der Mennonitenprediger Cornelis Claesz Anslo und seine Frau Aeltje Gerritsdr Schouten、英: The Mennonite Preacher Cornelis Claesz Anslo and his Wife Aeltje Gerritsdr Schouten）は、17世紀オランダ絵画黄金時代の巨匠レンブラント・ファン・レインが1641年にキャンバス上に油彩で制作した大型の夫婦肖像画である。画面下部中央左寄りに「Rembrandt· f · 1641」という画家の署名と制作年が記されている。作品は現在、ベルリン絵画館に所蔵されている。

## アンスロとメノー派
コルネリス・クラースゾーン・アンスロは遠方、とりわけバルト海地域につながりを持つ富裕な布地商人で、その財産をやはり布地商人であった父から受け継いでいた。アンスロはまた船の所有者でもあった。一方で、彼は父が1615-1616年に設立した貧困高齢女性たちのための施設も経営していた。1641年に彼はアムステルダムの中心部に引っ越し、翌年、大きな新居を購入した。アンスロとその妻を描いたこの二重肖像画は、この新居のために意図されたものにちがいない。
アンスロはメノー派説教会の指導者も務めていた。メノー派はイエス・キリストの教えにもとづく質素で穏健な生活を唱道するプロテスタントの一派で、創立者メノー・シモンズにちなんでこう呼ばれていた。階級制を原理的に否定するメノー派は管理体制を拒否し、聖職者ではなく会衆から選ばれた才能あるメンバーによって導かれる道を選んでいた。ちなみに、17世紀イタリアの画家、芸術家、芸術家の伝記作家であったフィリッポ・バルディヌッチによれば、レンブラントもメノー派に所属していたとのことである。神の言葉の解説に捧げられたアンスロの巧みな説教の技術は、伝説的といえる評判を得ていた。

## 作品
本作でアンスロは成功した事業家としてではなく、優れた宗教家、説教師として描かれることを望んだ。彼は開かれた聖書ともう1冊の本を妻に指し示し、彼のメッセージの源を明示している。それは「兄弟の忠告」と呼ばれる、メノー派の中心的な教義の1つで、「マタイによる福音書」の18章以下の記述にもとづいている。

兄弟があなたに対して罪を犯したなら、行ってふたりだけのところで忠告しなさい。・・・あなたがたが地上でつなぐことは、天上でもつながれ、あなたがたが地上で解くことは、天上でも解かれる。また、はっきりいっておくが、どんな願い事であれ、あなたがたのうちのふたりが地上で心をひとつにして求めるなら、わたしの天の父はそれをかなえてくださる。

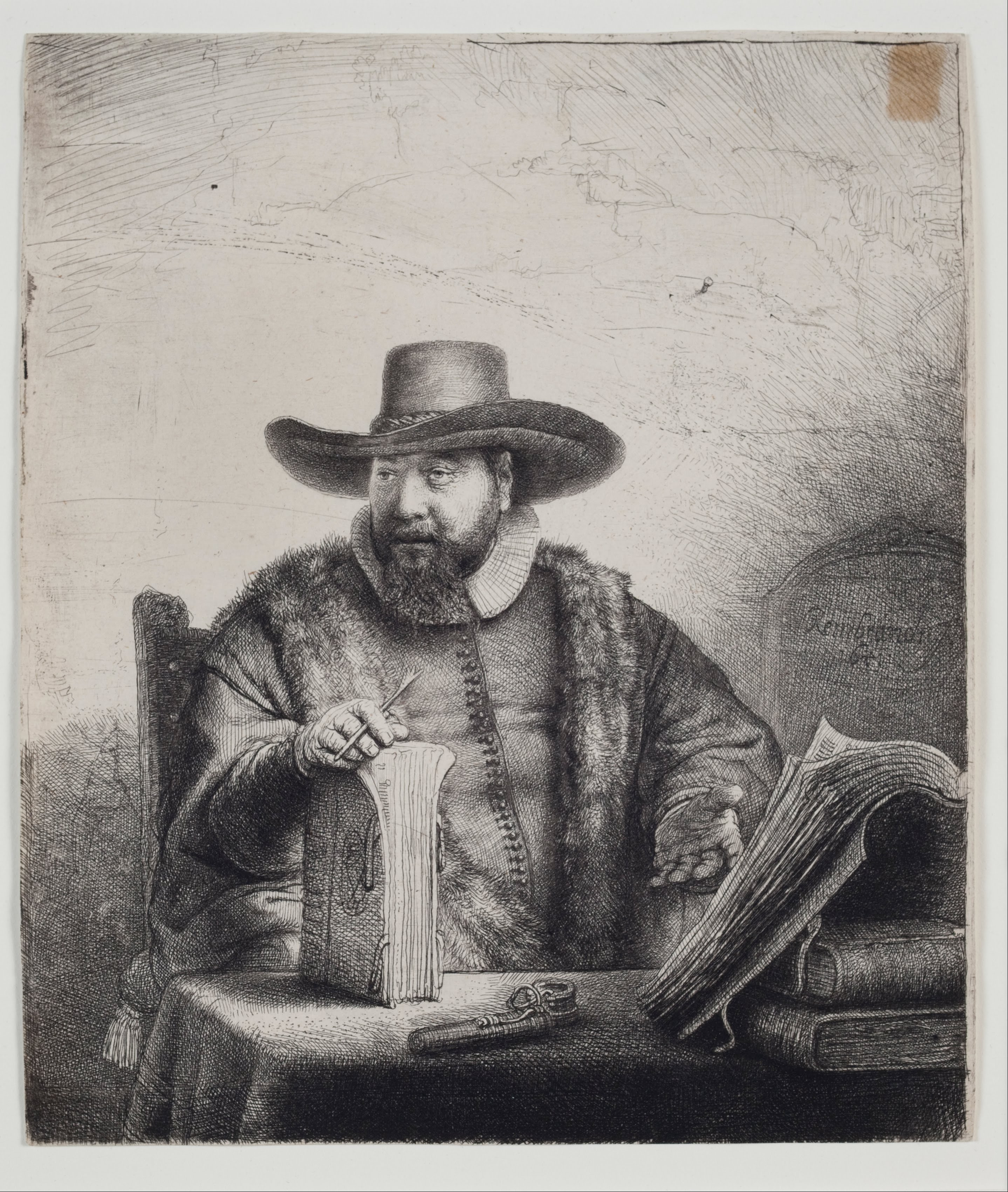
レンブラントのエッチング『コルネリス・クラースゾーン・アンスロ』 (1641年)

レンブラントと同時代の詩人ヨースト・ファン・デン・フォンデルは、その詩の中で「コルネリス・アンスロを描くなら、その声をこそ描くべきだ。彼の外観は決して優れたものではないから」という意味のことをいっている。このフォンデルの詩が言及しているのは本作ではなく、レンブラントが以前に制作したエッチングであろうと思われる。レンブラントは、エッチングのアンスロの肖像にフォンデルから批判をされたので、この挑戦に応じ、改めて本作でアンスロの「声」を表現したと考えられる。事実、本作のアンスロは半ば口を開け、表情豊かな身振りで、今しも熱弁をふるっている様子がうかがわれる。
さらに、聴衆を代表する妻は右の耳を彼の言葉に傾けつつ、指し示された本文を見つめている。逆説的であるが、レンブラントの巧みな視覚的演出を施されたこの絵画は、宗教画像に反対したメノー派を含むプロテスタントが視覚より聴覚を重視し、説教と神のメッセージを聴くことの重要性を強調したことを表している。本作の第一の主題は発せられる言葉なのである。